# Гран-Буртрульд (кантон)
Гран-Буртрульд (фр. Grand Bourgtheroulde) (до 5 марта 2020 года назывался Буртрульд-Энфревиль (фр. Bourgtheroulde-Infreville) — кантон во Франции, находится в регионе Нормандия, департамент Эр. Входит в состав округа Берне.

## История
До 2015 года в состав кантона входили коммуны Бервиль-ан-Румуа, Богерар-де-Маркувиль, Бонорман, Боск-Бенар-Комен, Боск-Бенар-Креси, Боск-Рену-ан-Румуа, Буассе-ле-Шатель, Буртрульд-Энфревиль, Вуаскревиль, Ле-Боск-Роже-ан-Румуа, Сен-Дени-де-Мон, Сен-Леже-дю-Женте, Сен-Фильбер-сюр-Буасе, Сент-Уан-дю-Тийёль, Тейман, Тюэ-Эбер, Фланкур-Кателон и Эпревиль-ан-Румуа.
В результате реформы 2015 года состав кантона был изменен. В его состав включены упраздненный кантон Амфревиль-ла-Кампань.
С 1 января 2016 года в составе кантона произошли изменения: три коммуны - Буртрульд-Энфревиль, Боск-Бенар-Комен и Тюэ-Эбер объединились в новую коммуну, получившую название Гран-Буртрульд и статус административного центра кантона; коммуны Амфревиль-ла-Кампань и Сент-Аман-де-От-Тер объединились в новую коммуну Амфревиль-Сент-Аман, коммуны Боск-Бенар-Креси, Фланкур-Кателон и Эпревиль-ан-Румуа — в новую коммуну Фланкур-Креси-ан-Румуа, коммуны Ле-Тюэ-Анже, Ле-Тюэ-Симе, Ле-Тюэ-Синьоль — в новую коммуну Ле-Тюэ-д'Уазон.
С 1 января 2017 года коммуны Бонорман и Ле-Боск-Роже-ан-Румуа объединились в новую коммуну Борумуа, коммуны Боск-Рену-ан-Румуа и Тейман — в новую коммуну Тенувиль, коммуны Бервиль-ан-Румуа, Богерар-де-Маркувиль и Ульбек-пре-ле-Гро-Тейл — в новую коммуну Ле-Мон-дю-Румуа.
25 марта 2020 года кантон получил название Гран-Буртрульд.

## Состав кантона с 1 января 2017 года
В состав кантона входят коммуны (население по данным Национального института статистики за 2018 г.):
- Амфревиль-Сент-Аман (1 199 чел.)
- Борумуа (3 613 чел.)
- Буасе-ле-Шатель (862 чел.)
- Вуаскревиль (122 чел.)
- Гран-Буртрульд (3 876 чел.)
- Ла-Аранжер (601 чел.)
- Ла-Сосе (1 883 чел.)
- Ла-Э-дю-Тей (301 чел.)
- Ле-Бек-Тома (218 чел.)
- Ле-Мон-дю-Румуа (1 563 чел.)
- Ле-Тюэ-д'Уазон (3 670 чел.)
- Сен-Дени-де-Мон (208 чел.)
- Сен-Дидье-де-Буавель (887 чел.)
- Сен-Жермен-де-Пакье (124 чел.)
- Сен-Леже-дю-Женте (179 чел.)
- Сен-Пьер-де-Флёр (1 588 чел.)
- Сен-Пьер-дю-Богерар (1 023 чел.)
- Сен-Сир-ла-Кампань (431 чел.)
- Сен-Фильбер-сюр-Буасе (171 чел.)
- Сент-Уан-де-Поншёй (97 чел.)
- Сент-Уан-дю-Тийёль (1 662 чел.)
- Тенувиль (1 010 чел.)
- Турвиль-ла-Кампань (1 100 чел.)
- Фланкур-Креси-ан-Румуа (1 486 чел.)
- Фуквиль (454 чел.)

## Политика
На президентских выборах 2022 г. жители кантона отдали в 1-м туре Марин Ле Пен 31,4 % голосов против 27,5 % у Эмманюэля Макрона и 16,9 % у Жана-Люка Меланшона; во 2-м туре в кантоне победила Ле Пен, получившая 50,2 % голосов. (2017 год. 1 тур: Марин Ле Пен – 28,2 %, Эмманюэль Макрон – 21,0 %, Жан-Люк Меланшон – 19,0 %, Франсуа Фийон – 17,2 %; 2 тур: Макрон – 55,7 %. 2012 год. 1 тур: Франсуа Олланд — 26,3 %, Николя Саркози — 25,4 %, Марин Ле Пен — 21,8 %; 2 тур: Олланд — 50,7 %. 2007 год. 1 тур: Саркози — 29,4 %, Сеголен Руаяль — 23,0 %; 2 тур: Саркози — 54,4 %).
С 2021 года кантон в Совете департамента Эр представляют член совета коммуны Тенувиль Натали Беттон (Nathalie Betton) (Разные левые) и первый вице-мэр коммуны Борумуа Мишель Оно-ди-Бьо (Michaël Ono-Dit-Biot) (Социалистическая партия).
|                | Кандидаты                       | Партия                   | Первый тур | Первый тур     | Второй тур | Второй тур |
| Кол-во голосов | Кандидаты                       | Партия                   | % голосов  | Кол-во голосов | % голосов  |            |
| -------------- | ------------------------------- | ------------------------ | ---------- | -------------- | ---------- | ---------- |
|                | Натали Беттон Мишель Оно-ди-Бьо | Левый блок               | 2 021      | 28,15          | 3 230      | 50,37      |
|                | Брюно Кетель Вероник Энон       | Разные центристы         | 2 235      | 31,13          | 3 182      | 49,63      |
|                | Шанталь Бетш Вильфрид Вандлин   | Национальное объединение | 1 877      | 26,15          |            |            |
|                | Юг Бурго Патрисия Фос           | Разные правые            | 1 046      | 14,57          |            |            |

|                | Кандидаты                     | Партия             | Первый тур | Первый тур     | Второй тур | Второй тур |
| Кол-во голосов | Кандидаты                     | Партия             | % голосов  | Кол-во голосов | % голосов  |            |
| -------------- | ----------------------------- | ------------------ | ---------- | -------------- | ---------- | ---------- |
|                | Брюно Кетель Габи Лефевр      | Левый блок         | 3 020      | 27,72          | 6 079      | 58,59      |
|                | Мелиса Леблан Анри Рожье      | Национальный фронт | 3 279      | 30,09          | 4 296      | 41,41      |
|                | Шанталь Мартен Доминик Медаэр | Правый блок        | 2 559      | 23,49          |            |            |
|                | Кристин ван Дюфель Жан Кетье  | Разные левые       | 2 038      | 18,70          |            |            |